# غرفه زنان
غرفه زنان (به انگلیسی: Pavilion of Women) فیلمی محصول سال ۲۰۰۱ و به کارگردانی ییم هو است. در این فیلم بازیگرانی همچون ویلم دفو، لو ین، سائو سک، جان چو، وای دینگ، کوه چینگ مون و ایمی هیل ایفای نقش کرده‌اند.